# بيتر دي لا بيلير
الفريق الأول السير بيتر إدغار دي لا كور دي لا بيلير (بالإنجليزية: Peter Edgar de la Cour de la Billière)‏ (ولد في 29 أبريل 1934 في بليموث، إنجلترا) ضابط سابق في الجيش البريطاني حيث كان مدير القوات الخاصة خلال حصار السفارة الإيرانية ورئيس الأركان للقوات البريطانية في حرب الخليج الثانية. غالبا ما يعرف باختصار اسمه دي إل بي.

## السنوات الأولى
ولد بيتر دي لا بيلير في بليموث، ديفون وهو ابن الجراح القائد الملازم دينيس دي لا بيلير وكيتي لاولي. في 22 مايو 1941 قتل والده عندما غرقت سفينته إتش إم إس فيجي من قبل قاذفة قنابل ألمانية في هجوم جنوب غرب كريت. والده من هوغونوتيون.
تلقى تعليمه في مدرسة ويسلي هاوس في بلدة برودستيرز الساحلية في كنت ومدرسة هارو في هارو أون ذا هيل في شمال غرب لندن. تم ذكر «بيتر دي لا بيلير» بأنه تلميذ إجلاء من القديس بطرس ببرودستيرز في كنت الذي أرسل إلى كريديتون في ديفون في أرضنا في الحرب من قبل داف هارت ديفيس. ينص الكتاب (ص 48) على أنه «في ليلة 23 يناير 1945 اشتعلت النيران في المبنى واضطر التلاميذ والموظفون على حد سواء المحاصرين على شرفات إلى الاستيلاء على حبال مؤقتة...»

## المسيرة العسكرية
جند أصلا كجندي في مشاة شروبشاير الخفيفة للملك في عام 1952. في وقت لاحق رقي إلى ملازم ثاني في مشاة دورهام الخفيفة. خلال حياته المهنية الأولى كضابط خدم في اليابان وكوريا ومصر مع الكتيبة الأولى.

### الخدمة الجوية الخاصة
في عام 1956 حضر وانتقل للقوة الجوية الخاصة. خلال جولته الأولى خدم في إتحاد ملايا خلال حالة الطوارئ في الملايا وعمان حيث ذكر في برقيات وحصل على الصليب العسكري عام 1959 لقيادة قوات في الهجوم على جبل أكدر. بعد جولته الأولى مع القوة الجوية الخاصة 22 عاد إلى مشاة دورهام الخفيفة لتشغيل تدريب المجندين قبل أن يتولى منصب مساعد القوة الجوية الخاصة 21 فرع لندن. في عام 1962 التحق في الجيش الاتحادي في عدن. في عام 1964 فشل في الانضمام إلى كلية الموظفين ولكن عين ضابط قيادة سرب القوة الجوية الخاصة 22. من 1964 إلى 1966 تم نشر السرب في بورنيو حيث كان الثاني في قيادة الفوج في المواجهة الإندونيسية الماليزية. مقابل خدمته الأخيرة حصل على وسام الصليب العسكري.
بعد هذه الجولة عاد إلى كلية الموظفين وهذه المرة تم نشره في مخابرات القوات الخاصة في القيادة الاستراتيجية. ثم قام بجولة كقائد ثاني للسرب 22 الذي كان قائدا للقيادة من 1972 إلى 1974. أثناء الخدمة في عمان حصل على خدمة الخدمة المتميزة في عام 1976 عن أفعاله في المعارك في مسندم وظفار.
ثم خدم من عام 1977 في عدد من المناصب الإدارية التي تتولى قيادة فريق تدريب الجيش البريطاني في السودان قبل أن يعود إلى الفوج كمدير للقوة الجوية الخاصة في عام 1979. على مدى السنوات الأربع التالية قاد مجموعة القوة الخاصة مع المسؤولية الشاملة عن القيادة العسكرية. خلال هذه الفترة اشتهر نتيجة اقتحام السفارة الإيرانية في عام 1980. كان مسؤولا أيضا خلال حرب الفوكلاند عن تخطيط عملية ميكادو. في عام 1982 تم تعيينه قائدا لأمر الإمبراطورية البريطانية.

### قيادة الخدمة العادية
بعد القوة الخاصة ساس تم تعيينه المفوض العسكري وقائد القوات البريطانية في جزر فوكلاند من عام 1984 والموظف العام الذي يقود ويلز من عام 1985. خلفه العميد مورغان ليولين في 1 ديسمبر 1987. في عام 1987 تم تعيينه فارس. كان ضابطا عاما يقود المنطقة الجنوبية الشرقية من عام 1988.
على الرغم من أنه كان من المقرر أن تقاعد إلا أنه تم تعيينه في 6 أكتوبر 1990 قائدا للقوات البريطانية في حرب الخليج الثانية حيث كان القائد الثاني في قيادة التحالف العسكري متعدد الجنسيات برئاسة الفريق الأول الأمريكي نورمان شوارتسكوف بفضل ماضيه القتالي في المنطقة ومعرفة الناس وتحدثه بطلاقة باللغة العربية على الرغم من سلبية كبر سنه. في هذا الدور كان مسؤولا إلى حد كبير عن إقناع شوارتسكوف الذي كان في البداية متشككا للسماح باستخدام القوات الخاصة وغيرها من القوات الخاصة في أدوار هامة في هذا الصراع. زادت قوة الجيش البريطاني حوالي 14 ألف فرد من 1990 في أوائل نوفمبر 1990 إلى أكثر من 45 ألف فرد حتى الانتهاء من الاشتباك ووقف الأعمال القتالية في فبراير 1991. في عام 1991 تم تعيينه نائبا لقائد الإمبراطورية البريطانية.
بحلول نهاية حياته المهنية كان قد رقي إلى رتبة فريق أول وأصبح مستشارا خاصا لوزارة الدفاع حول المسائل العسكرية في الشرق الأوسط. لتمكينه من الحصول على استحقاقات المعاش التقاعدي كاملة فقد عين مستشار قانوني جديد باسم مستشار الشرق الأوسط لوزير الدولة لشؤون الدفاع. تقاعد في يونيو 1992.

## لاحقا
في أغسطس 1991 حصل على خدمة الصليب الكندي. في عام 1993 تلقى وسام الملك عبد العزيز من الدرجة الثانية من المملكة العربية السعودية ووسام الإستحقاق من الولايات المتحدة.
كتب أو شارك في تأليف 18 كتابا بما في ذلك السيرة الذاتية وحساب شخصي لحرب الخليج الثانية وعدد من الأعمال حول القوة الخاصة.
حاليا يتولى منصب راعي للمؤسسة الخيرية للتنمية الدولية في المملكة المتحدة مزرعة أفريقيا بعد أن عمل في مجلس الإدارة منذ عام 1992 ورئيسا من 1998 إلى 2001.